# ほっとけ!3人組
『ほっとけ!3人組』（ほっとけ さんにんぐみ）は、朝日放送（関西ローカル）で2011年4月10日から2012年4月1日まで放送されたコント形式の公開バラエティ番組である。放送時間は毎週日曜日の12:00 - 12:55（日曜笑劇場枠。JST）。ハイビジョン制作、字幕放送を実施。

## 概要
京都の観光地にある、はなさき寺を舞台に、3人の坊主らが力を合わせ、寺を訪れる檀家や観光客の悩みや問題を解決していく人情コメディ。
主演は日曜笑劇場初レギュラーとなる千鳥とスマイルで、重鎮に前番組『お笑いドクター24時!!〜はなさき診療所編〜』からの続投となる小籔千豊（吉本新喜劇）・藤井隆を据え、さらに日曜笑劇場初レギュラーのなるみや吉本新喜劇の大御所である島田一の介、若手女優・ちすんが脇を固めた。
番組はなんばグランド花月で主に毎週木曜日の通常興行終了後に公開収録が行われる。観覧はチケットよしもと・チケットぴあ・ローソンチケット・イープラスでチケットを販売する形式となるが、番組公式サイト内で観覧チケットプレゼントも行われていた。
前番組『ANNニュース』の終了テロップ表示時に、5秒間本編の映像がジャンクションとして映されていた｡
2011年11月13日放送は「秋の京都スペシャル」と題し、出演者が京都ロケを敢行。住職の指令により、千鳥とスマイルは両足院で修行した他、錦市場で京都の魂を学び、各自がオリジナル巻き寿司を作った。また小籔・なるみ・ちすんは絶対はずせない京都のお持ち帰りスイーツを探し求めた。

## 出演者

### レギュラー
- ノブ（千鳥） - はなさき寺の坊主・ノブ念。住職の息子。高校時代は野球部員。真面目。
- 大悟（千鳥） - はなさき寺の坊主・ダイ念（俗名は大悟）。ノブ念の高校時代の同級生で野球部員だった。元暴走族で、すぐに暴力を振るう。修行中の身でありながら昼間から酒を飲んでいると勘違いされるが、シンプルに息が臭いのが原因。その息の臭さが時に悪い相手を懲らしめる武器として役立つこともある。また事件解決の妙案を考えるために座禅を組む際、瞑想中のクセが強い。ただし女性には晩生。
- ウーイェイよしたか（スマイル） - はなさき寺の坊主・ウー念。ノブ念・ダイ念の後輩。赤ちゃんの時、はなさき寺の大仏の前に置き去りにされたが、住職が両親を探し出して諭し、両親の元で育てられた。しかし自分が捨てられていた大仏に愛着を持ち、物心ついた時から大仏の前でいつも遊んでいた。そのためか、大仏と会話することができる。中学を卒業してから、はなさき寺にやって来て出家し、修業に励んでいる。普段とは違い、女性の前では横柄な態度をとることがある。
- 瀬戸洋祐（スマイル） - はなさき寺の寺務員。ノブ念の弟。京都大学卒業。作務衣でなく洋服を着ていて、いつもストールを巻いている。
- 小籔千豊 - こやぶ茶屋の主人。口が悪く、昔はワルだったが更生した。なるみから提示された「豚まんの悪口だけは言わない」という条件を了承した上で結婚。なるみの実家である大阪の和菓子屋で職人として働いていたが、なるみの父親に結婚を反対され、10年前に駆け落ちした。
- なるみ - 小籔の妻。豚まんの悪口を言われることが許せず、小籔が言った時には鉄拳を振るう。実家は大阪の和菓子屋。姉がいる。
- 藤井隆[注 3] - 藤井タクシーの運転手。クラクションを押すと昔のヒット曲が流れるハンドルにするなど、自分のタクシーをいろいろ改造している。
- 島田一の介 - はなさき寺の住職。ノブ念・洋祐の父親。髪の薄さを気にしており、「ハゲ」と言われることを嫌う。好物はオムライス。
- ちすん - はなさき寺のアルバイトで、マドンナ的存在。見た目に似合わず怪力で、怒ると相手を叩いたり蹴ったりする（この豹変ぶりに毎回3人組は驚かされる）。小さい時に両親が離婚し、10歳の時に母親が亡くなる。父親に引き取られた4つ上の兄がはなさき寺にある母親の墓を訪れると思い、住職に頼んで住まわせてもらっている。ポン海から一方的に思いを寄せられ困惑しており、贈られたプレゼントはネットオークションで全部売っている。体が柔らかい。

### 準レギュラー
- 土肥ポン太（第6・8・12・18・21・28・35・42・44・最終話、特別編） - つきかげ寺の住職の息子・ポン海。ちすんに好意を抱いていて、祖父から借金をしてプレゼントを贈っている。

## レギュラーのネタ
- ノブ、大悟…何らかの話の流れでノブから「酒飲んどる顔しとるがな!」と言われた大悟が「ほんならワシの口が酒臭い言うんかい!?なら確認してみぃ!」と反論し、ノブに向かって息を吹きかけるが、ノブに「いや、シンプルに口が臭い!」と言われる。ノブだけでなく、その場にいるゲスト含めた全員に言われるパターンもある。まれに「胃が腐っとるんじゃい！」と言うパターンもある。逆のパターンもあり、ノブが「ほんなら酒臭い言うんかい!なら臭うてみぃ!」と言い大悟に向かって息を吹きかけるが、大悟は「う～ん、ジャスミ～ン」と言いノブに「ジャスミンかい!」とツッコまれる。その後、二人がそろって瀬戸を見つめるが、瀬戸は「いや知らん知らん!」とツッコむ。
- 大悟…とんちを働かせる際、最初は「ポク、ポク、ポク」と一定のテンポを保つが、いきなりテンポが乱れ土俵入りのような音がし、ノブに「ポクポクポクのクセがスゴイ!」とツッコまれる。また、よしたかがとんちを働かせる際に大悟が木魚を鳴らすのだが、その際にはバチで木魚を打つのではなく木魚でバチを打つ（別バージョンで歌舞伎役者の登場の時の効果音のように打つパターンも存在する）。
- よしたか…「ドリルドリル!」と言って両手を交互にし、天井に向かって突き出す。そのまま回転するのだが、どう見ても地面に向かってではなく空に向かって掘っている。登場の際は「大変や～!」と大慌てで走ってくることが多いが、肝心の用件を忘れてしまうことが多い。とんちを働かせる際、瞑想中にウーウーと唱え続け、ウーイェイをしたのと同時にひらめいたように見えるが、実際は何も思い付いていないことが多い（たいてい野村克也のモノマネをしてごまかす）。
- 瀬戸…アゴを弄られることが多く、坊主3人にアゴが刺さったり、アゴの上で休まれたりしている。今別府直之がゲストで出た回で小籔などに乳首を弄られた際「ピュッピュピュッピュピュッピュピュッピュピュッピュピュッピュピュ、シャッ!」と自らアゴを使い、今別府のギャグをもじったギャグが誕生し、それ以降も披露している。
- なるみ…551の豚まんを初めとする食べ物を挙げ「ある時!あははは!」とやたらテンション高くなるが、直後に「ない時、ショボーン…」と対照的な態度を見せる。
- 藤井…退場する際に一旦立ち止まり「あれ？こんな所に綺麗なグリーンボールが…」と地面に落ちているであろうグリーンボールを股間に装着し「それでは皆さん、失礼しマスカッツ!マスカッツ!」と踊りながら退場していく。たまに出演者を巻き込むこともあり、また退場した後に、マイクで大声で叫ぶ事もある。また、第15話では小籔と瀬戸が「ピオーネ!」や「ネーブル!」と様々なフルーツネタで対抗した。感動した場面で「ジーンとしたな…」と言った後に少女時代の『Gee』を踊りだす。他にも『MR.TAXI』やNMB48の『絶滅黒髪少女』を完璧に踊りこなす。出演者の誰かが「どうしよう…」と言うと、その言葉に反応して「どうしようダンス」を踊りだす（その場にいれば大悟とよしたかも参加する。40話においては、ゲスト出演したNMB48の山田菜々、小笠原茉由、上西恵、小谷里歩の4人とともに踊っていた）。2番の「どうするダンス」もある。

## スタッフ
- オープニングナレーション：横山太一（ABCアナウンサー、第1話・第11話 -）
- 作：久馬歩（ザ・プラン9）、三栗雅子、木村和彦
- SW（スイッチャー）：世古章次・吉岡利晃（関西東通）
- CAM（カメラマン）：東野久記・吉岡利晃・世古章次・杉本康弘（関西東通）、吉村昇、當房尚子、西良美和、中谷祐喜、林加奈子、金原良之、柳川竜一、河野直美、中西哲夫
- MIX（ミキサー）：岸本信夫、井上典子
- AUD：永田幸子（関西東通）、岸本信夫、井上典子
- VTR：伏見明修・箕輪憲二・笹本規理子（関西東通）、大泉弘史、西田英一
- LD（ライティングディレクター）：川又勇輔
- SE（音効）：田口雅敏（戯音工房）
- VE（ビデオエンジニア）：大森喜章・三本菅彰（トラッシュ）
- EED（ビデオ編集)：上田重樹（トラッシュ）
- CG：三好和也（ちゅるんカンパニー）
- セットデザイン：野崎みどり
- 大道具：河野秀輝（つむら工芸）
- 小道具：ハヤミチャン（すくらんぶる）
- 衣裳：大槻忠之（大槻衣裳）
- 靴：浪原正人（浪原靴店）
- メイク：MORE
- 協力：関西東通、東通企画、トラッシュ、ちゅるんカンパニー、戯音工房、アーチェリー、つむら工芸、浪原靴店、すくらんぶる、すきな企画、CLiCK!、ソニ企画
- 番組宣伝：阪本美鈴（ABC）
- 庶務：田村圭（ABC）
- FD(フロアディレクター)：安本浩太（東通企画）、松田真奈（よしもとクリエイティブ・エージェンシー）、諸正義彦、恒松由佳
- 演出：鈴木洋平・山下浩司・近藤真広（ABC）
- AP（アシスタントプロデューサー）：小林真未子（よしもとクリエイティブ・エージェンシー）
- P（プロデューサー）：近藤真広（ABC）、田井中皓介（よしもとクリエイティブ・エージェンシー）
- 制作協力：吉本興業
- 製作著作：ABC

### 特別編のスタッフ
- 構成：武輪真人
- リサーチ：北村りん
- CAM：岡田真司、青木一弘
- AUD：藤原尉智、細谷尚輝
- EED：上田重樹（トラッシュ）
- CG：三好和也（ちゅるんカンパニー）
- セットデザイン：野崎みどり
- 大道具：河野秀輝（つむら工芸）
- 小道具：ハヤミチャン（すくらんぶる）
- 衣裳：大槻忠之（大槻衣裳）
- 靴：浪原正人（浪原靴店）
- メイク：MORE
- 協力：関西東通、東通企画、トラッシュ、ちゅるんカンパニー、戯音工房、アーチェリー、つむら工芸、浪原靴店、すくらんぶる、すきな企画、CLiCK!、ソニ企画
- 番組宣伝：阪本美鈴（ABC）
- 庶務：田村圭（ABC）
- AD(アシスタントディレクター)：松田真奈（よしもとクリエイティブ・エージェンシー）、恒松由佳
- 演出：山下浩司（ABC）
- AP：小林真未子（よしもとクリエイティブ・エージェンシー）
- P：近藤真広（ABC）、田井中皓介（よしもとクリエイティブ・エージェンシー）
- 制作協力：吉本興業
- 製作著作：ABC

## サブタイトル
『お笑いドクター24時!!〜はなさき診療所編〜』同様、今作も話数の表記はない。
| 話数   | 放送日（ABC）  | 放送日 （テレビ朝日） | サブタイトル                                                                      | 作       | ゲスト |
| ------ | -------------- | --------------------- | --------------------------------------------------------------------------------- | -------- | --- |
| 第1話  | 2011年4月10日  | 2011年4月16日         | ほっとけない奴がやって来た!?                                                      | 久馬歩   | 前田まみ、松浦真也、吉田裕、森田展義 |
| 第2話  | 2011年4月17日  |                       | しゃべる!?大仏様                                                                  | 久馬歩   | 佐藤太一郎、太田芳伸 |
| 第3話  | 2011年4月24日  |                       | 寺のダブル仏キング?                                                               | 三栗雅子 | 桂三枝（現・六代文枝）、青野敏行、安井まさじ、吉田裕、森田展義、佐藤太一郎、ニキータ                                                                                   |
| 第4話  | 2011年5月1日   |                       | 負けたらクビ? ダイ念vsウー念                                                      | 木村和彦 | 大端絵里香、金原早苗、平山昌雄 |
| 第5話  | 2011年5月8日   |                       | 中身が割れて仲間割れ!?                                                            | 久馬歩   | 松浦真也、清水けんじ |
| 第6話  | 2011年5月15日  |                       | なるみの父親が来る時!                                                             | 三栗雅子 | 月亭八方 |
| 第7話  | 2011年5月22日  | 2011年5月28日         | トイレの神様がやって来た!?                                                        | 木村和彦 | ほんこん（130R）、松浦真也 |
| 第8話  | 2011年5月29日  |                       | ちすんを救え!! ほっとけドタバタ大騒動!!                                           | 久馬歩   | 五十嵐サキ、トミーズ健（トミーズ）、今別府直之、野村尚平・河野良祐（プリマ旦那）、村上凛                                                                               |
| 第9話  | 2011年6月5日   | 2011年6月11日         | 自信を無くした 刑事はほっとけない!!                                               | 久馬歩   | 川島明・田村裕（麒麟）、清水けんじ |
| 第10話 | 2011年6月12日  | 2011年7月2日          | 日曜ワイド劇場 坊主たちは見た! 老舗つけもの屋お家騒動? はなさき寺に戦慄がはしる!! | 三栗雅子 | 藤本敏史・原西孝幸（FUJIWARA）、中條健一、安井まさじ、信濃岳夫、野村尚平・河野良祐（プリマ旦那）                                                                       |
| 第11話 | 2011年6月19日  |                       | 消えたブラジャーを探せ!!                                                          | 木村和彦 | 品川祐・庄司智春（品川庄司） |
| 第12話 | 2011年6月26日  | 2011年7月30日         | 藤井の告白大作戦!!                                                                | 三栗雅子 | 友近、おかけんた（おかけんた・ゆうた） |
| 第13話 | 2011年7月3日   |                       | 開かずの金庫がほっとけない!                                                       | 久馬歩   | 菅広文・宇治原史規（ロザン） |
| 第14話 | 2011年7月10日  |                       | ちすんの兄がやって来た!?                                                          | 久馬歩   | 福田充徳（チュートリアル）、佐藤太一郎、今別府直之、ジェフ |
| 第15話 | 2011年7月17日  | 2011年9月3日          | 大仏の手で願いが叶う!? 青春!修学旅行                                              | 三栗雅子 | 池田一真・村上純（しずる）、信濃岳夫、大端絵里香、井上安世、酒井藍、清水けんじ、水田信二・川西賢志郎（和牛）                                                           |
| 第16話 | 2011年7月31日  |                       | ウー念ヒーローになる!?                                                            | 木村和彦 | HG・RG（レイザーラモン）、森田展義、太田芳伸、吉田裕、新名徹郎、青野敏行                                                                                               |
| 第17話 | 2011年8月7日   |                       | 恋の花火を打ち上げろ!                                                             | 三栗雅子 | 島田珠代、高井俊彦（ランディーズ）、今別府直之、川上ジュリア |
| 第18話 | 2011年8月14日  |                       | 親子の絆を取り戻せ! 肝試し大作戦                                                  | 久馬歩   | 桂小枝、佐藤太一郎、烏川耕一、いがわゆり蚊、森川航 |
| 第19話 | 2011年8月21日  |                       | ダイ念の中の「善」と「悪」                                                        | 木村和彦 | 石田明・井上裕介（NON STYLE）、松浦真也、吉田裕 |
| 第20話 | 2011年8月28日  |                       | 熱血!?サブロー先生                                                                | 久馬歩   | 太平サブロー、西澤裕介・津田篤宏（ダイアン）、浜本広晃（テンダラー）、清水けんじ、野村尚平・河野良祐（プリマ旦那）                                                     |
| 第21話 | 2011年9月4日   | 2011年11月5日         | めんそーれ! 小籔夫婦が沖縄移住!?                                                  | 三栗雅子 | 川田広樹・ゴリ（ガレッジセール）、野村尚平・河野良祐（プリマ旦那） |
| 第22話 | 2011年9月11日  |                       | 危険なアリバイ交換!                                                               | 木村和彦 | 田村亮（ロンドンブーツ1号2号）、松浦真也、前田真希、金原早苗、森田展義、佐藤太一郎、信濃岳夫                                                                           |
| 第23話 | 2011年9月18日  |                       | 伝説の刑事 池乃めだか登場!                                                        | 三栗雅子 | 池乃めだか、すっちー、今別府直之、野村尚平・河野良祐（プリマ旦那） |
| 第24話 | 2011年9月25日  |                       | 藤井の旅立ち!? ミュージカルスターになる!                                          | 久馬歩   | 亘健太郎・村上健志（フルーツポンチ）、Mr.オクレ |
| 第25話 | 2011年10月2日  | 2011年11月12日        | 不幸を呼ぶ? ランプの魔人登場!?                                                    | 木村和彦 | 間寛平、浜本広晃（テンダラー）、吉田裕、前田真希、金原早苗、大端絵里香、野村尚平・河野良祐（プリマ旦那）                                                               |
| 第26話 | 2011年10月9日  |                       | おとぎ話が現実に? ツバメの恩返し!                                                 | 久馬歩   | トミーズ健（トミーズ）、西田幸治・哲夫（笑い飯） |
| 第27話 | 2011年10月16日 |                       | えらいこっちゃ!! 最悪のダブルブッキング!?                                         | 三栗雅子 | オール巨人（オール阪神・巨人）、清水けんじ、森田展義、吉田裕、野村尚平・河野良祐（プリマ旦那）                                                                         |
| 第28話 | 2011年10月23日 |                       | アメリカ帰りのMr.コールド登場!                                                    | 木村和彦 | たむらけんじ、浅香あき恵、烏川耕一、佐藤太一郎、新名徹郎、信濃岳夫 |
| 第29話 | 2011年10月30日 |                       | 中国から おエライ僧侶がやってきた!                                                | 木村和彦 | 中川剛・中川礼二（中川家）、吉田裕、信濃岳夫、西将平（マカリスター）                                                                                                   |
| 特別編 | 2011年11月13日 |                       | 秋の京都スペシャル                                                                | ---      | --- |
| 第30話 | 2011年11月27日 | 2011年12月3日         | 盗んだのは誰だ!? 1000万円大騒動!?                                                 | 三栗雅子 | 池乃めだか、HG・RG（レイザーラモン）、今別府直之、佐藤太一郎、五十嵐サキ、森田展義、平山昌雄                                                                           |
| 第31話 | 2011年12月11日 |                       | ヒーローが悪者に? 正義はたぶん勝つ!                                               | 木村和彦 | 山崎邦正、佐藤太一郎、松浦真也、清水けんじ、吉田裕、前田真希 |
| 第32話 | 2011年12月18日 |                       | 恋か? 友情か? 聖夜の告白大作戦                                                    | 久馬歩   | 池田一真・村上純（しずる）、服部ひで子、大端絵里香 |
| 第33話 | 2011年12月25日 | 2012年1月21日         | 晴らせぬ恨み晴らします? 必殺仕事人 現る!                                          | 久馬歩   | 京本政樹、浜本広晃・白川悟実（テンダラー）、佐藤太一郎 |
| 第34話 | 2012年1月8日   |                       | 新年早々めでたくない? ツイてない男の結婚式                                        | 木村和彦 | 西森洋一・大林健二（モンスターエンジン）、田中一彦・武智正剛（スーパーマラドーナ）、青野敏行、もりやすバンバンビガロ、前田真希、金原早苗、大島和久、音羽一憲、桜井雅斗 |
| 第35話 | 2012年1月15日  |                       | はなさき寺にモテ期到来!? ラブ注入!                                                | 久馬歩   | 間寛平、楽しんご、森田展義、吉田裕 |
| 第36話 | 2012年1月22日  | 2012年2月4日          | ほっとけない! 恋の大修行                                                          | 三栗雅子 | 今いくよ・今くるよ（今いくよ・くるよ）、石田明（NON STYLE）、鎌苅健太、烏川耕一、前田真希、濱家隆一・山内健司（かまいたち）                                            |
| 第37話 | 2012年1月29日  |                       | 男の憧れ? 惚れ薬争奪戦!                                                           | 木村和彦 | 池乃めだか、千原せいじ（千原兄弟）、Mr.オクレ、大端絵里香、家門鈴乃、前田まみ                                                                                          |
| 第38話 | 2012年2月5日   |                       | 誘拐事件発生! 角淳一を確保せよ!?                                                  | 久馬歩   | 角淳一、浜本広晃・白川悟実（テンダラー）、博多華丸・博多大吉（博多華丸・大吉）、村上凛                                                                                 |
| 第39話 | 2012年2月12日  |                       | 絶体絶命!? 殺し屋に狙われたなるみ                                                 | 久馬歩   | 中川剛・中川礼二（中川家）、井本貴史・藤原一裕（ライセンス）、森田展義、森田まりこ                                                                                     |
| 第40話 | 2012年2月19日  |                       | はなさき寺 結婚行進曲!                                                            | 三栗雅子 | 川田広樹（ガレッジセール）、池乃めだか、小笠原茉由・小谷里歩・上西恵・山田菜々（NMB48〈当時〉）、今別府直之、井上安世、信濃岳夫、濱家隆一・山内健司（かまいたち）      |
| 第41話 | 2012年2月26日  |                       | ノブ念 悪夢の初キッス!                                                            | 木村和彦 | 大平サブロー、馬場園梓・隅田美保（アジアン）、中川貴志（ランディーズ）、内間政成（スリムクラブ）                                                                       |
| 第42話 | 2012年3月18日  | 2012年3月10日         | ほっとけ!3人組 解散の危機!?                                                       | 三栗雅子 | 池乃めだか、池田一真・村上純（しずる） |
| 第43話 | 2012年3月18日  |                       | 心と体がチェンジ! ダイ念 女になる                                                 | 久馬歩   | 島田珠代、吉村崇・徳井健太（平成ノブシコブシ）、亘健太郎・村上健志（フルーツポンチ）                                                                                   |
| 第44話 | 2012年3月25日  |                       | 突然の珍客でクマったなぁ～                                                        | 三栗雅子 | 川田広樹・ゴリ（ガレッジセール）、浜本広晃・白川悟実（テンダラー） |
| 最終話 | 2012年4月1日   |                       | 余命3時間!? ダイ念最期の大暴れ!                                                   | 久馬歩   | 池乃めだか、石田明・井上裕介（NON STYLE）、浜本広晃・白川悟実（テンダラー）、前田まみ、大端絵里香、野村尚平・河野良祐（プリマ旦那）                                    |

## ネット局
| 放送地域   | 放送局            | 系列              | 放送時間 | 放送開始日    | 備考      |
| ---------- | ----------------- | ----------------- | --- | ------------- | --------- |
| 近畿広域圏 | ABC               | テレビ朝日系列    | 日曜 12:00 - 12:55 | 2011年4月10日 | 制作局    |
| 関東広域圏 | テレビ朝日        | テレビ朝日系列    | 月1回土曜放送 10:50 - 11:45 （2011年4月16日、6月11日、7月2日、9月3日、11月5日、2012年1月21日、3月10日） 9:55 - 10:50 （2011年5月28日、7月30日、11月12日、12月3日、2012年2月4日） | 2011年4月16日 |           |
| 日本全国   | スカイ・A sports+ | CS（ABCグループ） | こちらを参照 | 2011年10月5日 | 178日遅れ |

※ABCでは第15話、テレビ朝日では第10話まで地上アナログ放送を行っていた。

### 不定期放送
- 広島ホームテレビ（2回放送。2011年5月7日 16:00 - 16:55〔第2話〕、2011年6月18日 25:15 - 26:10〔第7話〕）
- 山口朝日放送（2011年9月に金曜25:34 - 26:29で放送。『クイズ!紳助くん』の代替番組として放送）
- 熊本朝日放送（毎週土曜12:00 - 12:55でレギュラー放送していた。）